# Йозеф Енґель
Йо́зеф Е́нґель (нім. Josef Engel; 1819, Чернівці — 22 серпня 1888, Львів) — львівський архітектор німецького походження. Творив у стилях класицизму та історизму.

## Біографія
Народився 1819 року у Чернівцях. Отримав патент на будівництво у Львові 1848 року. Від того ж року член Товариства уповноважених будівничих у Львові. До 1850 року творив у стилі класицизму, пізніше — у різних напрямках історизму. У 1882—1888 роках був головою товариства уповноважених будівничих. Мешкав у будинку на вул. Чарнецького, 26 (нинішня вулиця Винниченка, 24). Його син, Йозеф Енґель молодший, також був архітектором та від 1872 року допомагав батькові.
Помер 22 серпня 1888 року у Львові та похований на Личаківському цвинтарі (поле 55).
Роботи
- Нереалізований проєкт розбудови монастиря святого Онуфрія (1848).
- Євангелістська кірха, споруджена у 1847—1849 роках у Чернівцях[1].
- Дві вілли на Погулянці (1853).
- Надбудова другого поверху синагоги «Бет Гамідраш» на вулиці Сянській, 5 (1863)[2].
- Будинок на нинішній вулиці Шолом-Алейхема, 9 (1854, перебудований 1898).
- Відомо про контракт від 1867 року на реконструкцію будинку на вулиці Вірменській, 20[3].
- Будинок Куркового товариства на нинішній вулиці Лисенка, 23а (1870—1871).
- Міський сиротинець на вулиці Зеленій, 8/10 (1871—1872).
- Проєкт поновлення дахового покриття в офіцинах (1872) та реконструкції даху основної частини (1881) будинку на пл. Ринок, 12[4]
- Проєкт заміни високого ґонтового даху з люкарнами на нижчий бляшаний, із даховими віконцями у піднятій фасадній стіні будинку на нинішній вулиці Івана Федоровича, 23 (1873)[5].
- Кам'яниця на нинішньому проспекті Свободи, 31 (1874)[6].
- Євангельська школа на нинішній вулиці Левицького, 18 (1875).
- Перебудова костелу святої Урсули 1878 року, під час якої було уніфіковано членування інтер'єру і фасадів, споруджено емпори і надано сучасного вигляду вежам.[7]
- Реконструкція дзвіниці вірменської церкви (1879).
- Перебудови житлових будинків: палацу Дідушицьких на нинішній вулиці Лисенка, 15 (1873); будинки на вулиці Івана Федоровича, 21 (1863), Богдана Хмельницького, 106 (1868), Січових Стрільців, 10 і 12 (1871 і 1872), четвертий поверх будинку на вулиці Галицькій, 3 (1885—1886)[8], вулиці Князя Мстислава Удатного, 2 (1886).
- Проєкт перебудови зовнішніх сходів на галерею синагоги «Хадашим» на вулиці Вугільній, 3 у Львові (1882)[9].
- Вілла Філіпіни Бауер на нинішній вулиці Романчука, 15 (1886)[10].

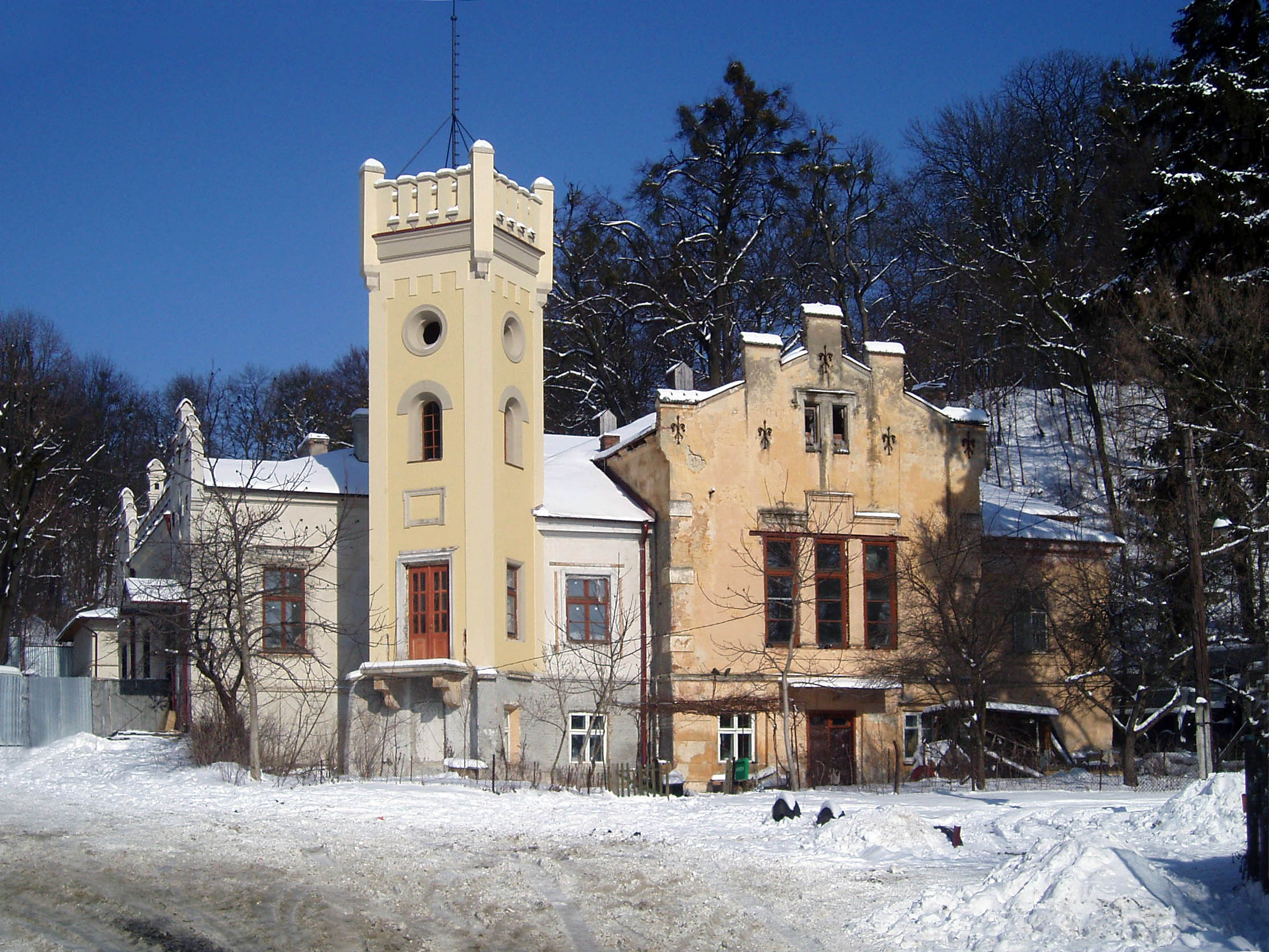
Будинок Куркового товариства (вул. Лисенка, 23а)
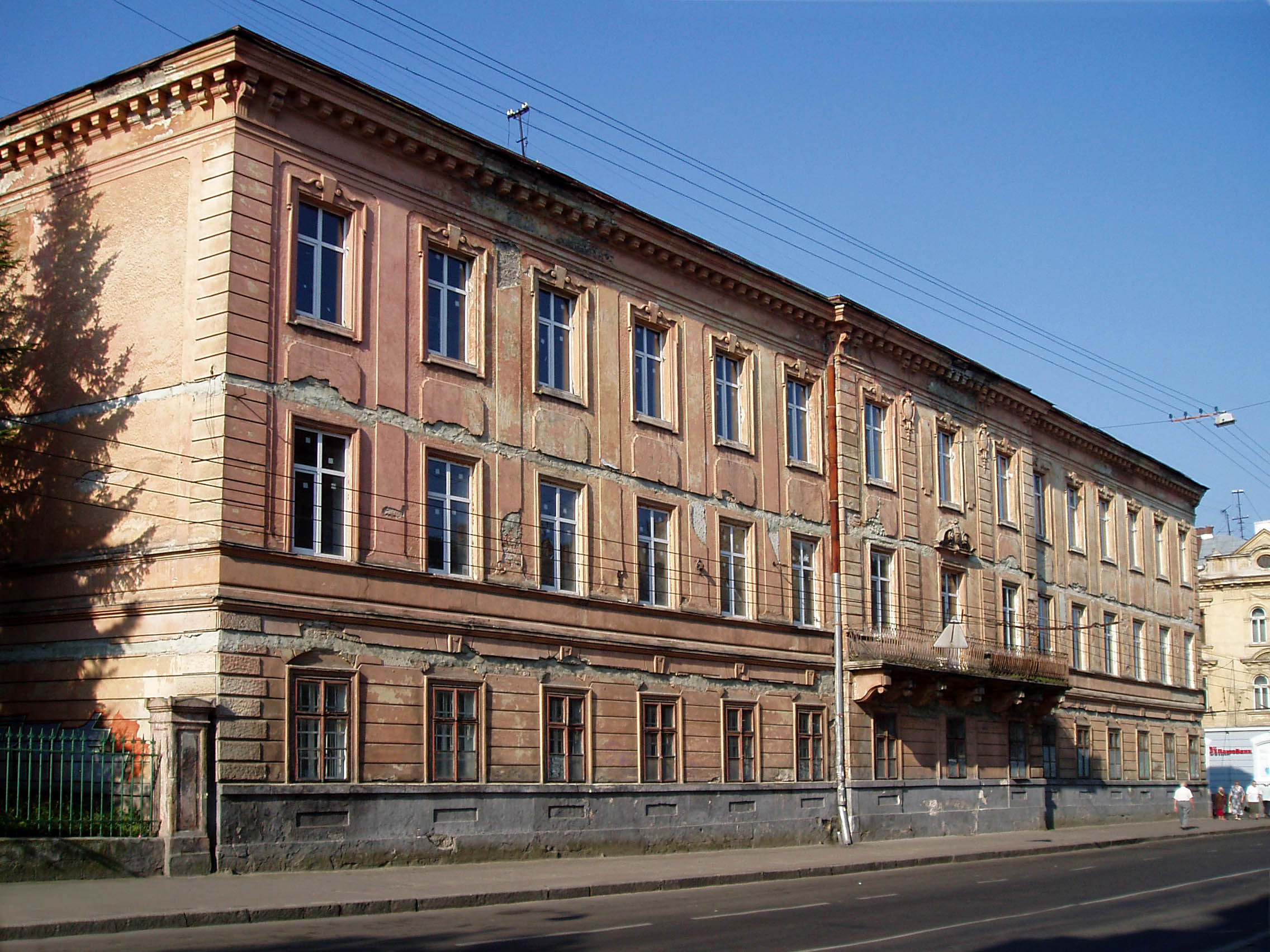
Колишній сиротинець (вул. Зелена, 8/10)